# 庄原市
庄原市（日语：／ Shōbara shi */?）為位於日本中國地方中部、廣島縣東北部的行政區劃，總面積佔廣島縣面積的14%，為廣島縣內面積最大的行政區劃，在全日本的行政區劃中則排名第14，也是近畿地區以西面積最大的地區。庄原市位於中國山地之中，主要為海拔高度介於150至200公尺之間的盆地、台地地形，北部則有高度超過1,000公尺的山峰。
庄原市北部的西城、東城、口和、高野與比和地區被列為豪雪地帶，冬季的積雪會超過100公分，2005年12月在高野地區更曾出現積雪166公分的紀錄。

## 人口
| 庄原市人口分布圖 |                                               |  |
| 庄原市與日本全國年齡別人口分布比較圖 （2005年資料） | 庄原市的年齡、男女別人口分布圖 （2005年資料） |  |
| ■紫色是庄原市 ■綠色是全国 | ■藍色是男性 ■紅色是女性                       |  |
| 庄原市人口變化 \| 1970年 \| 60,072人 \| \| \| 1975年 \| 56,336人 \| \| \| 1980年 \| 53,506人 \| \| \| 1985年 \| 52,157人 \| \| \| 1990年 \| 50,624人 \| \| \| 1995年 \| 48,539人 \| \| \| 2000年 \| 45,678人 \| \| \| 2005年 \| 43,149人 \| \| \| 2010年 \| 40,244人 \| \| \| 2015年 \| 37,000人 \| \| \| 2020年 \| 33,633人 \| \| |                                               |  |
| 資料來源：日本總務省統計中心提供之人口普查數據 |                                               |  |
| 1970年 | 60,072人                                      |  |
| 1975年 | 56,336人                                      |  |
| 1980年 | 53,506人                                      |  |
| 1985年 | 52,157人                                      |  |
| 1990年 | 50,624人                                      |  |
| 1995年 | 48,539人                                      |  |
| 2000年 | 45,678人                                      |  |
| 2005年 | 43,149人                                      |  |
| 2010年 | 40,244人                                      |  |
| 2015年 | 37,000人                                      |  |
| 2020年 | 33,633人                                      |  |

## 歷史
現在轄區大部分區域在江戶時代末期皆為廣島藩之領地，少部分地區為幕府直屬領地，也有部分區域為中津藩的飛地。
在1889年日本實施町村制時，分屬30個村；這30個村在1950年代的昭和大合併之後，被整併為庄原市、西城町、東城町、口和町、高野町、比和町、總領町七個行政區劃。2005年這七個行政區劃再次合併，形成現在的庄原市。

### 年表
- 1889年4月1日：實施町村制，現在的轄區在當時分屬：
  - 三上郡：敷信村、庄原村、高村、本村、峰田村。
  - 惠蘇郡：口北村、口南村、高野山村、比和村、山內北村、山內西村、山內東村。
  - 奴可郡：小奴可村、久代村、西城村、帝釋村、田森村、東城村、美古登村、八鉾村、八幡村。
  - 甲奴郡：稻草村、木屋村、下領家村、上領家村、中領家村、龜谷村、黑目村、五箇村。
  - 神石郡：新坂村。
- 1898年2月10日：
  - 西城村改制為西城町（日语：西城町）。
  - 東城村改制為東城町（日语：東城町）。
- 1898年10月1日：惠蘇郡、奴可郡、三上合併為比婆郡。
- 1898年10月：庄原村改制為庄原町。
- 1902年6月20日：高野山村被分割為上高野山村和下高野山村兩村。
- 1912年1月1日：稻草村、木屋村、下領家村合併為田總村。
- 1913年2月1日：上領家村、龜谷村、黑目村、五箇村、中領家村合併為領家村。
- 1933年4月1日：比和村改制為比和町（日语：比和町）。
- 1942年2月11日：
  - 西城町和美古登村合併為新設置的西城町。
  - 本村和峰田村合併為本田村。
- 1954年3月31日：
  - 庄原町和敷信村、高村、本田村、山內北村、山內西村、山內東村合併為庄原市。
  - 西城町和八鉾村合併為新設置的西城町。
- 1955年1月1日：上高野山村和下高野山村合併為高野町（日语：高野町 (広島県)）。
- 1955年3月31日：田總村和領家村合併為總領町（日语：総領町）。
- 1955年4月1日：
  - 口北村和口南村合併為口和村。
  - 東城町、小奴可村、久代村、帝釋村、田森村、八幡村與神石郡新坂村的部分地區合併為新設置的東城町。
- 1960年4月1日 口和村改制為口和町（日语：口和町）
- 2005年3月31日：庄原市與西城町、東城町、口和町、高野町、比和町、總領町合併為新設置的庄原市。[6]

### 變遷表
| 1889年4月1日              | 1889年 - 1926年           | 1926年 - 1954年                | 1926年 - 1954年                | 1955年 - 1989年            | 1955年 - 1989年            | 1989年 - 現在              | 現在                       |
| ------------------------- | ------------------------- | ------------------------------ | ------------------------------ | -------------------------- | -------------------------- | -------------------------- | -------------------------- |
| 稻草村                    | 1912年1月1日 合併為田總村 | 1912年1月1日 合併為田總村      | 1912年1月1日 合併為田總村      | 1955年3月31日 合併為總領町 | 1955年3月31日 合併為總領町 | 2005年3月31日 合併為庄原市 | 2005年3月31日 合併為庄原市 |
| 木屋村                    | 1912年1月1日 合併為田總村 | 1912年1月1日 合併為田總村      | 1912年1月1日 合併為田總村      | 1955年3月31日 合併為總領町 | 1955年3月31日 合併為總領町 | 2005年3月31日 合併為庄原市 | 2005年3月31日 合併為庄原市 |
| 下領家村                  | 1912年1月1日 合併為田總村 | 1912年1月1日 合併為田總村      | 1912年1月1日 合併為田總村      | 1955年3月31日 合併為總領町 | 1955年3月31日 合併為總領町 | 2005年3月31日 合併為庄原市 | 2005年3月31日 合併為庄原市 |
| 上領家村                  | 1913年2月1日 合併為領家村 | 1913年2月1日 合併為領家村      | 1913年2月1日 合併為領家村      | 1955年3月31日 合併為總領町 | 1955年3月31日 合併為總領町 | 2005年3月31日 合併為庄原市 | 2005年3月31日 合併為庄原市 |
| 龜谷村                    | 1913年2月1日 合併為領家村 | 1913年2月1日 合併為領家村      | 1913年2月1日 合併為領家村      | 1955年3月31日 合併為總領町 | 1955年3月31日 合併為總領町 | 2005年3月31日 合併為庄原市 | 2005年3月31日 合併為庄原市 |
| 黑目村                    | 1913年2月1日 合併為領家村 | 1913年2月1日 合併為領家村      | 1913年2月1日 合併為領家村      | 1955年3月31日 合併為總領町 | 1955年3月31日 合併為總領町 | 2005年3月31日 合併為庄原市 | 2005年3月31日 合併為庄原市 |
| 五箇村                    | 1913年2月1日 合併為領家村 | 1913年2月1日 合併為領家村      | 1913年2月1日 合併為領家村      | 1955年3月31日 合併為總領町 | 1955年3月31日 合併為總領町 | 2005年3月31日 合併為庄原市 | 2005年3月31日 合併為庄原市 |
| 中領家村                  | 1913年2月1日 合併為領家村 | 1913年2月1日 合併為領家村      | 1913年2月1日 合併為領家村      | 1955年3月31日 合併為總領町 | 1955年3月31日 合併為總領町 | 2005年3月31日 合併為庄原市 | 2005年3月31日 合併為庄原市 |
| 庄原村                    | 1898年10月 庄原町         | 1898年10月 庄原町              | 1954年3月31日 合併為庄原市     | 1954年3月31日 合併為庄原市 | 1954年3月31日 合併為庄原市 | 2005年3月31日 合併為庄原市 | 2005年3月31日 合併為庄原市 |
| 敷信村                    |                           |                                | 1954年3月31日 合併為庄原市     | 1954年3月31日 合併為庄原市 | 1954年3月31日 合併為庄原市 | 2005年3月31日 合併為庄原市 | 2005年3月31日 合併為庄原市 |
| 高村                      |                           |                                | 1954年3月31日 合併為庄原市     | 1954年3月31日 合併為庄原市 | 1954年3月31日 合併為庄原市 | 2005年3月31日 合併為庄原市 | 2005年3月31日 合併為庄原市 |
| 本村                      | 本村                      | 1942年2月11日 合併為本田村     | 1954年3月31日 合併為庄原市     | 1954年3月31日 合併為庄原市 | 1954年3月31日 合併為庄原市 | 2005年3月31日 合併為庄原市 | 2005年3月31日 合併為庄原市 |
| 峰田村                    |                           | 1942年2月11日 合併為本田村     | 1954年3月31日 合併為庄原市     | 1954年3月31日 合併為庄原市 | 1954年3月31日 合併為庄原市 | 2005年3月31日 合併為庄原市 | 2005年3月31日 合併為庄原市 |
| 山內北村                  |                           |                                | 1954年3月31日 合併為庄原市     | 1954年3月31日 合併為庄原市 | 1954年3月31日 合併為庄原市 | 2005年3月31日 合併為庄原市 | 2005年3月31日 合併為庄原市 |
| 山內西村                  |                           |                                | 1954年3月31日 合併為庄原市     | 1954年3月31日 合併為庄原市 | 1954年3月31日 合併為庄原市 | 2005年3月31日 合併為庄原市 | 2005年3月31日 合併為庄原市 |
| 山內東村                  |                           |                                | 1954年3月31日 合併為庄原市     | 1954年3月31日 合併為庄原市 | 1954年3月31日 合併為庄原市 | 2005年3月31日 合併為庄原市 | 2005年3月31日 合併為庄原市 |
| 口北村                    | 口北村                    | 口北村                         | 口北村                         | 1955年4月1日 口和村        | 1960年4月1日 口和町        | 2005年3月31日 合併為庄原市 | 2005年3月31日 合併為庄原市 |
| 口南村                    |                           |                                |                                | 1955年4月1日 口和村        | 1960年4月1日 口和町        | 2005年3月31日 合併為庄原市 | 2005年3月31日 合併為庄原市 |
| 高野山村                  | 1902年6月20日 上高野山村  | 1902年6月20日 上高野山村       | 1902年6月20日 上高野山村       | 1955年1月1日 高野町        | 1955年1月1日 高野町        | 2005年3月31日 合併為庄原市 | 2005年3月31日 合併為庄原市 |
| 高野山村                  | 1902年6月20日 下高野山村  |                                |                                | 1955年1月1日 高野町        | 1955年1月1日 高野町        | 2005年3月31日 合併為庄原市 | 2005年3月31日 合併為庄原市 |
| 比和村                    | 比和村                    | 1933年4月1日 比和町            | 1933年4月1日 比和町            | 1933年4月1日 比和町        | 1933年4月1日 比和町        | 2005年3月31日 合併為庄原市 | 2005年3月31日 合併為庄原市 |
| 西城村                    | 1898年2月10日 西城町      | 1942年2月11日 合併為西城町     | 1954年3月31日 合併為西城町     | 1954年3月31日 合併為西城町 | 1954年3月31日 合併為西城町 | 2005年3月31日 合併為庄原市 | 2005年3月31日 合併為庄原市 |
| 美古登村                  |                           | 1942年2月11日 合併為西城町     | 1954年3月31日 合併為西城町     | 1954年3月31日 合併為西城町 | 1954年3月31日 合併為西城町 | 2005年3月31日 合併為庄原市 | 2005年3月31日 合併為庄原市 |
| 八鉾村                    |                           |                                | 1954年3月31日 合併為西城町     | 1954年3月31日 合併為西城町 | 1954年3月31日 合併為西城町 | 2005年3月31日 合併為庄原市 | 2005年3月31日 合併為庄原市 |
| 東城村                    | 1898年2月10日 東城町      | 1898年2月10日 東城町           | 1898年2月10日 東城町           | 1955年4月1日 合併為東城町  | 1955年4月1日 合併為東城町  | 2005年3月31日 合併為庄原市 | 2005年3月31日 合併為庄原市 |
| 久代村                    |                           |                                |                                | 1955年4月1日 合併為東城町  | 1955年4月1日 合併為東城町  | 2005年3月31日 合併為庄原市 | 2005年3月31日 合併為庄原市 |
| 帝釋村                    |                           |                                |                                | 1955年4月1日 合併為東城町  | 1955年4月1日 合併為東城町  | 2005年3月31日 合併為庄原市 | 2005年3月31日 合併為庄原市 |
| 田森村                    |                           |                                |                                | 1955年4月1日 合併為東城町  | 1955年4月1日 合併為東城町  | 2005年3月31日 合併為庄原市 | 2005年3月31日 合併為庄原市 |
| 小奴可村                  |                           |                                |                                | 1955年4月1日 合併為東城町  | 1955年4月1日 合併為東城町  | 2005年3月31日 合併為庄原市 | 2005年3月31日 合併為庄原市 |
| 八幡村                    |                           |                                |                                | 1955年4月1日 合併為東城町  | 1955年4月1日 合併為東城町  | 2005年3月31日 合併為庄原市 | 2005年3月31日 合併為庄原市 |
| 新坂村                    |                           |                                |                                |                            |                            |                            |                            |
| 1955年4月1日 合併為油木町 | 1955年4月1日 合併為油木町 | 2004年11月5日 合併為神石高原町 | 2004年11月5日 合併為神石高原町 |                            |                            |                            |                            |

## 交通

### 鐵路
以備後庄原車站為主要車站，但由於高速巴士的便利性，近年鐵路的利用率逐漸降低。
- 西日本旅客鐵道
  - 藝備線：（新見市） - 東城車站 - 備後八幡車站 - 內名車站 - 小奴可車站 - 道後山車站 - 備後落合車站 - 比婆山車站 - 備後西城車站 - 平子車站 - 高車站 - 備後庄原車站 - 備後三日市車站 - 七塚車站 - 山之內車站 - （三次市→）
  - 木次線：（←奧出雲町） - 油木車站 - 備後落合車站

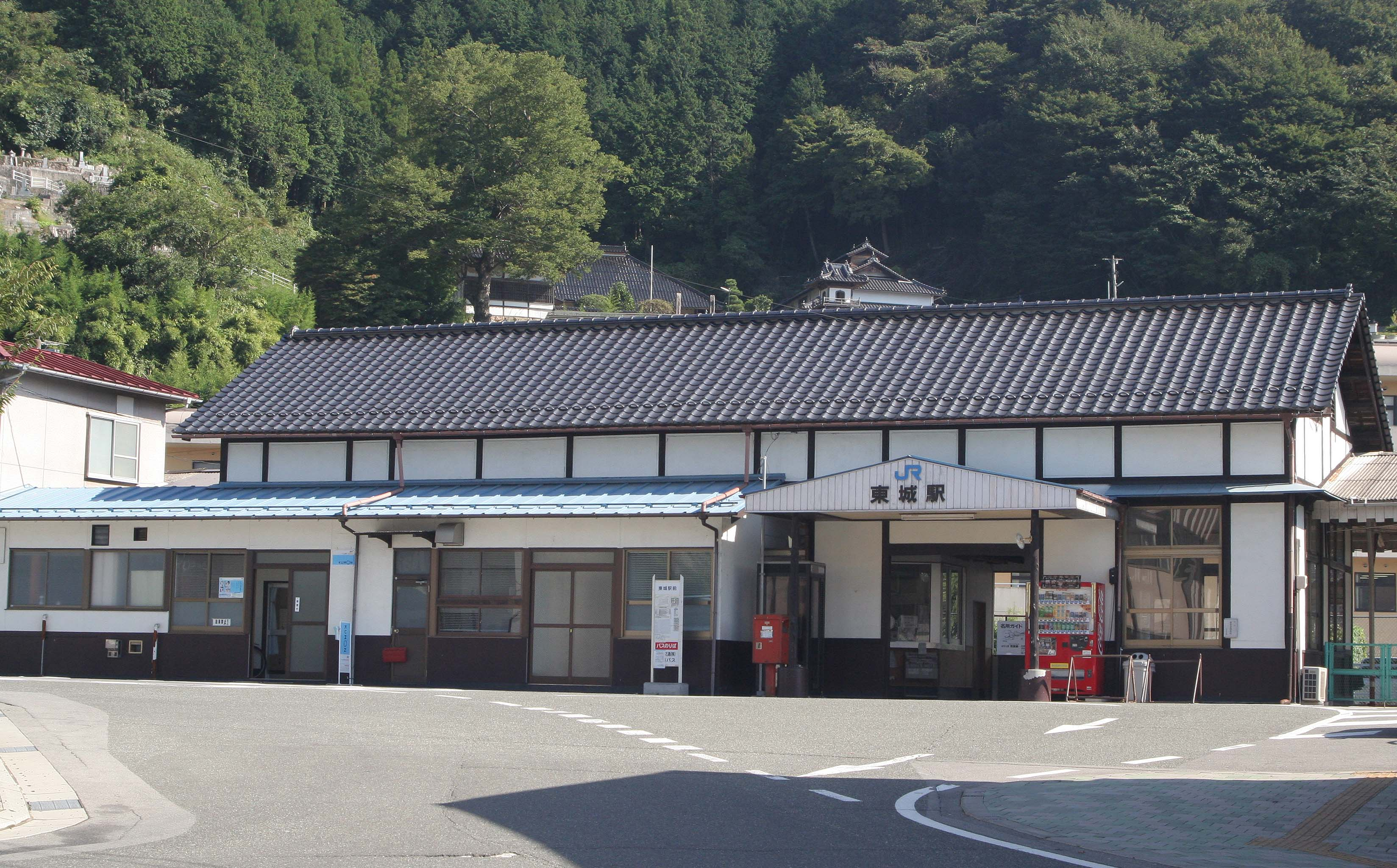
東城車站
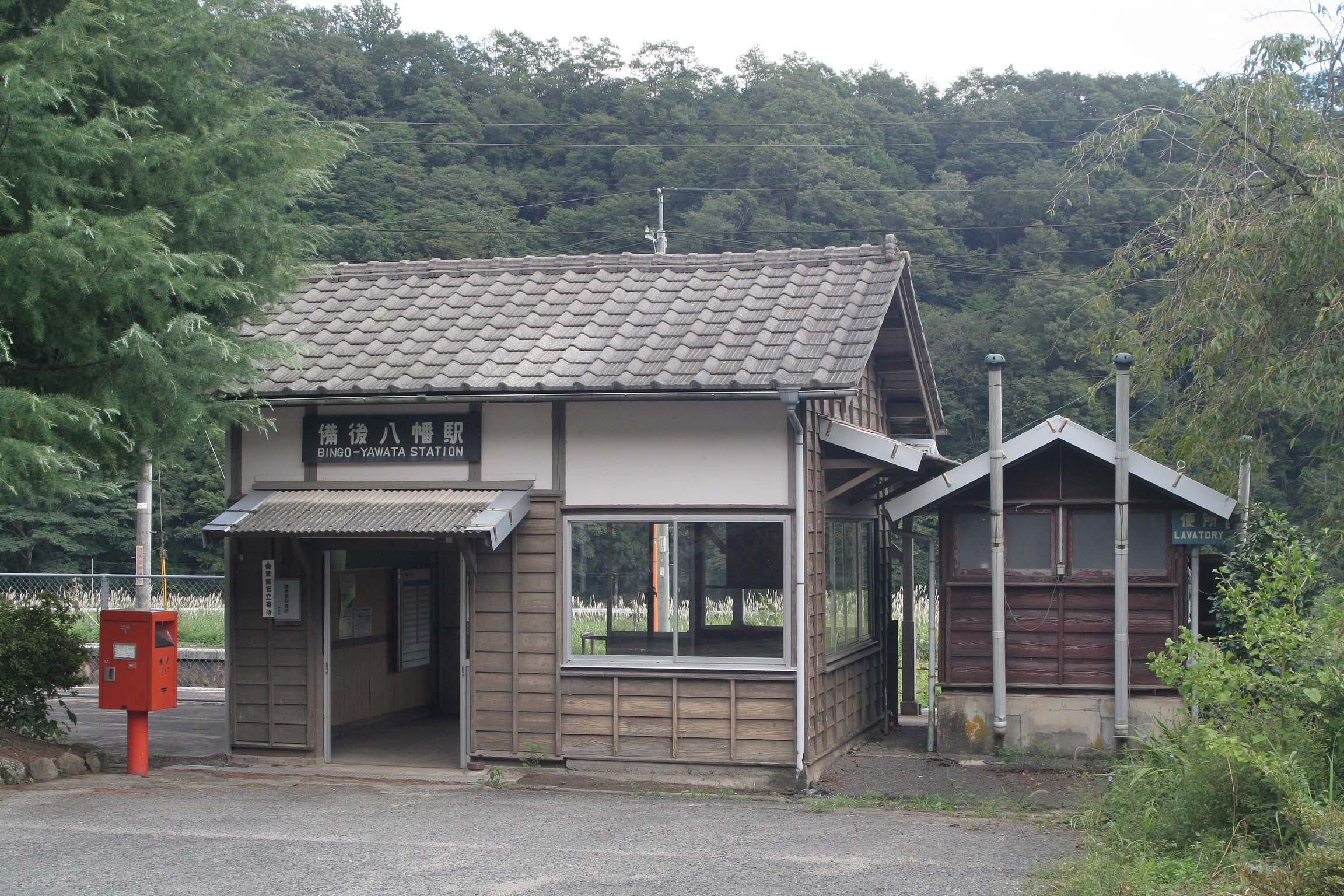
備後八幡車站
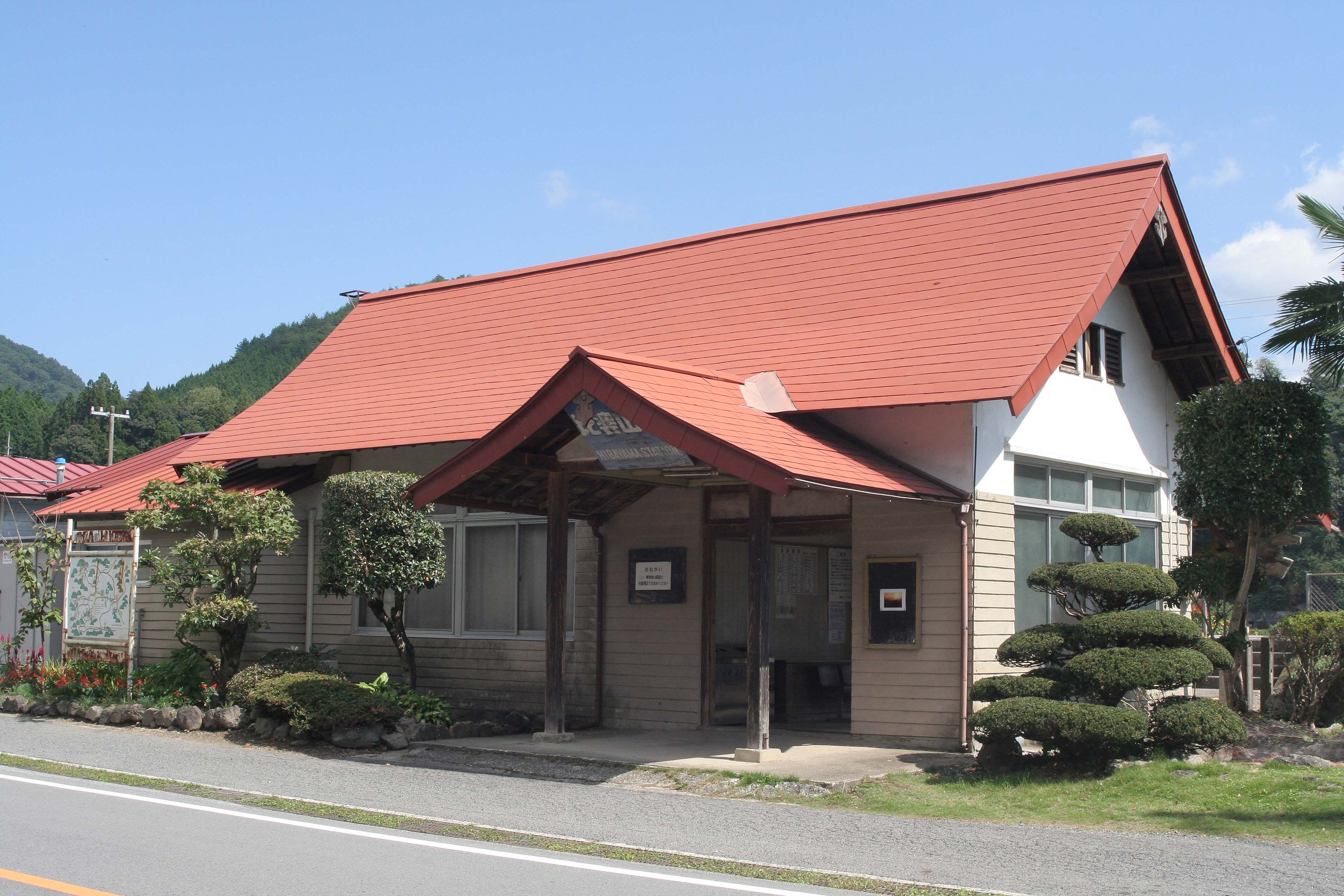
比婆山車站
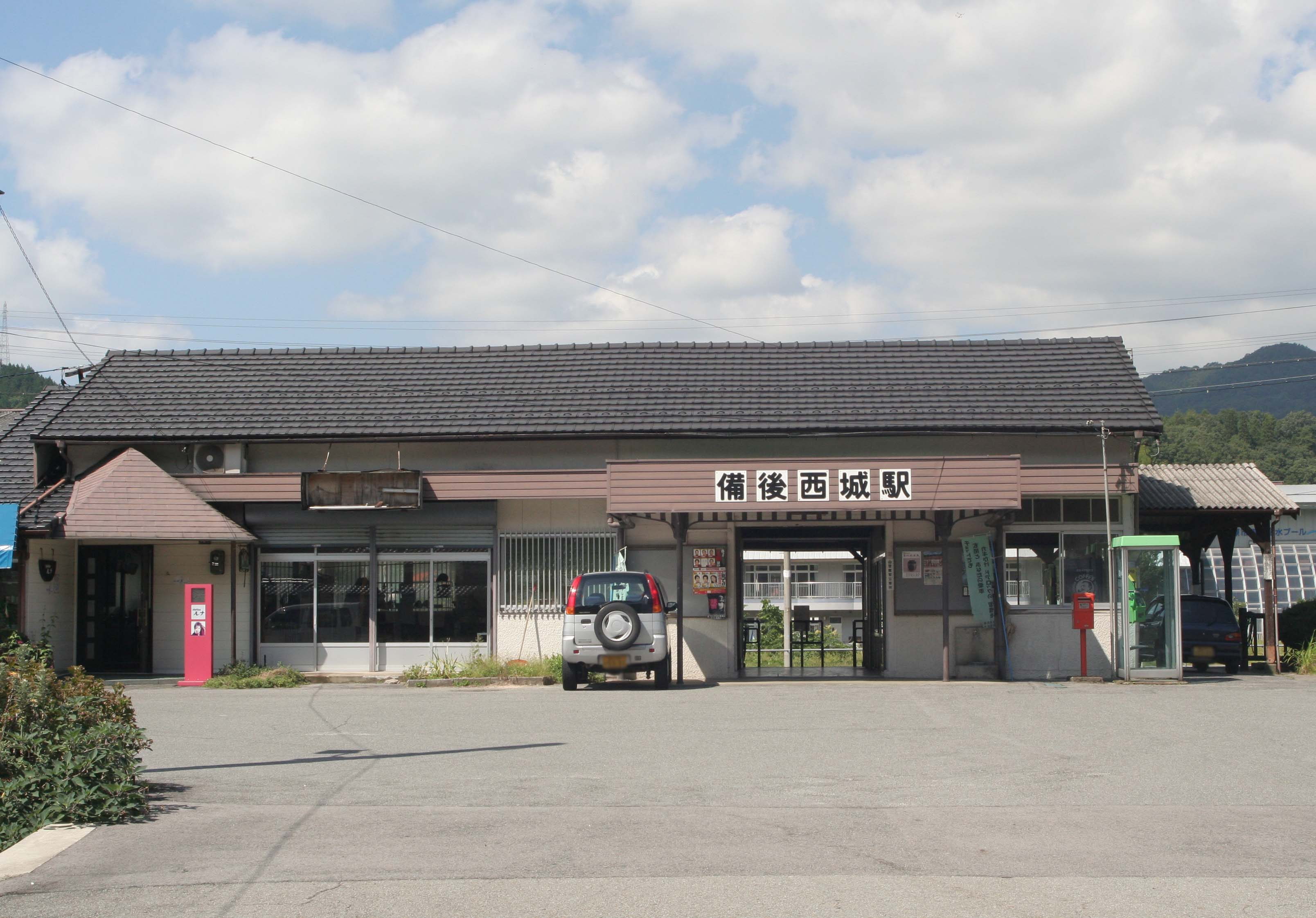
備後西城車站
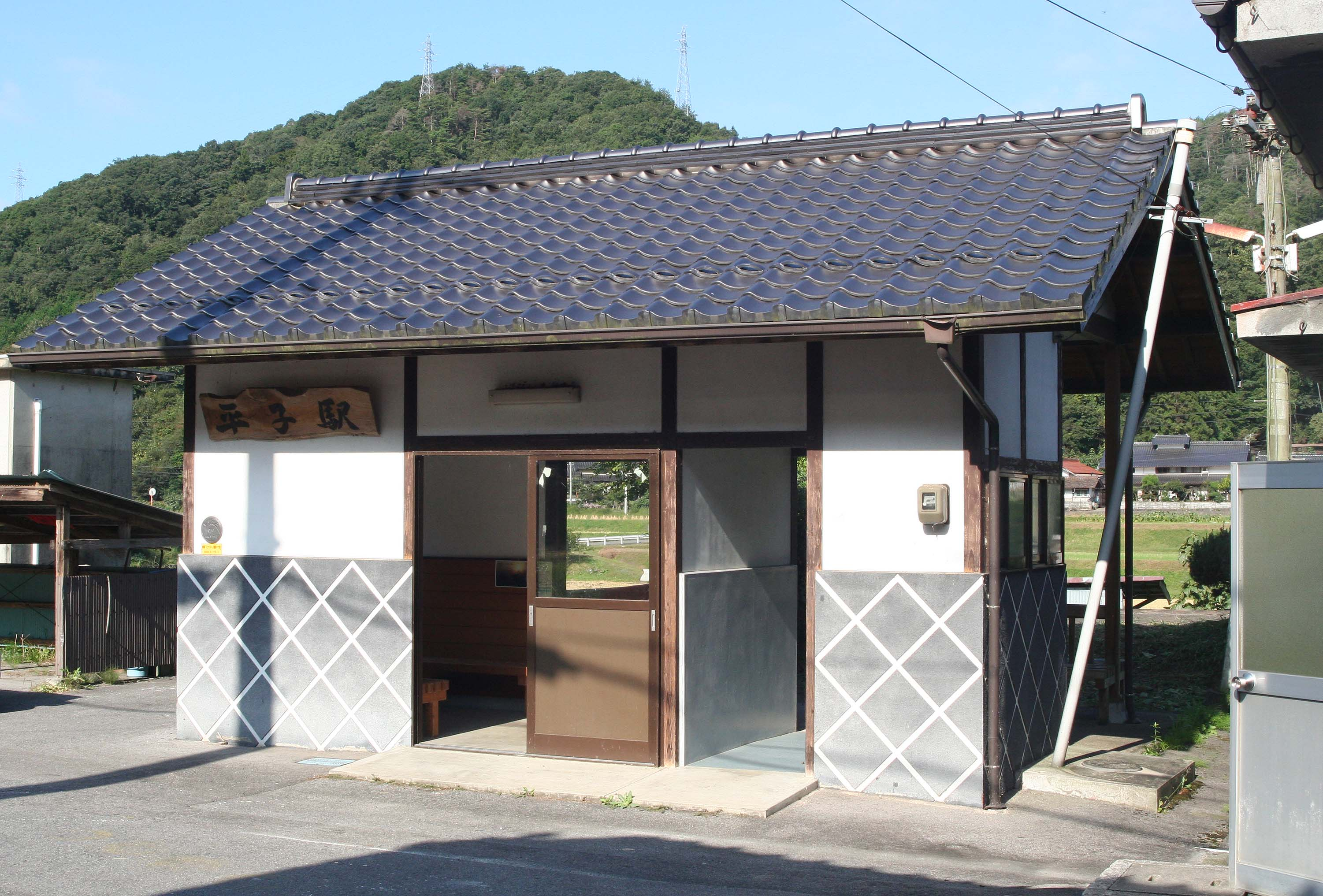
平子車站
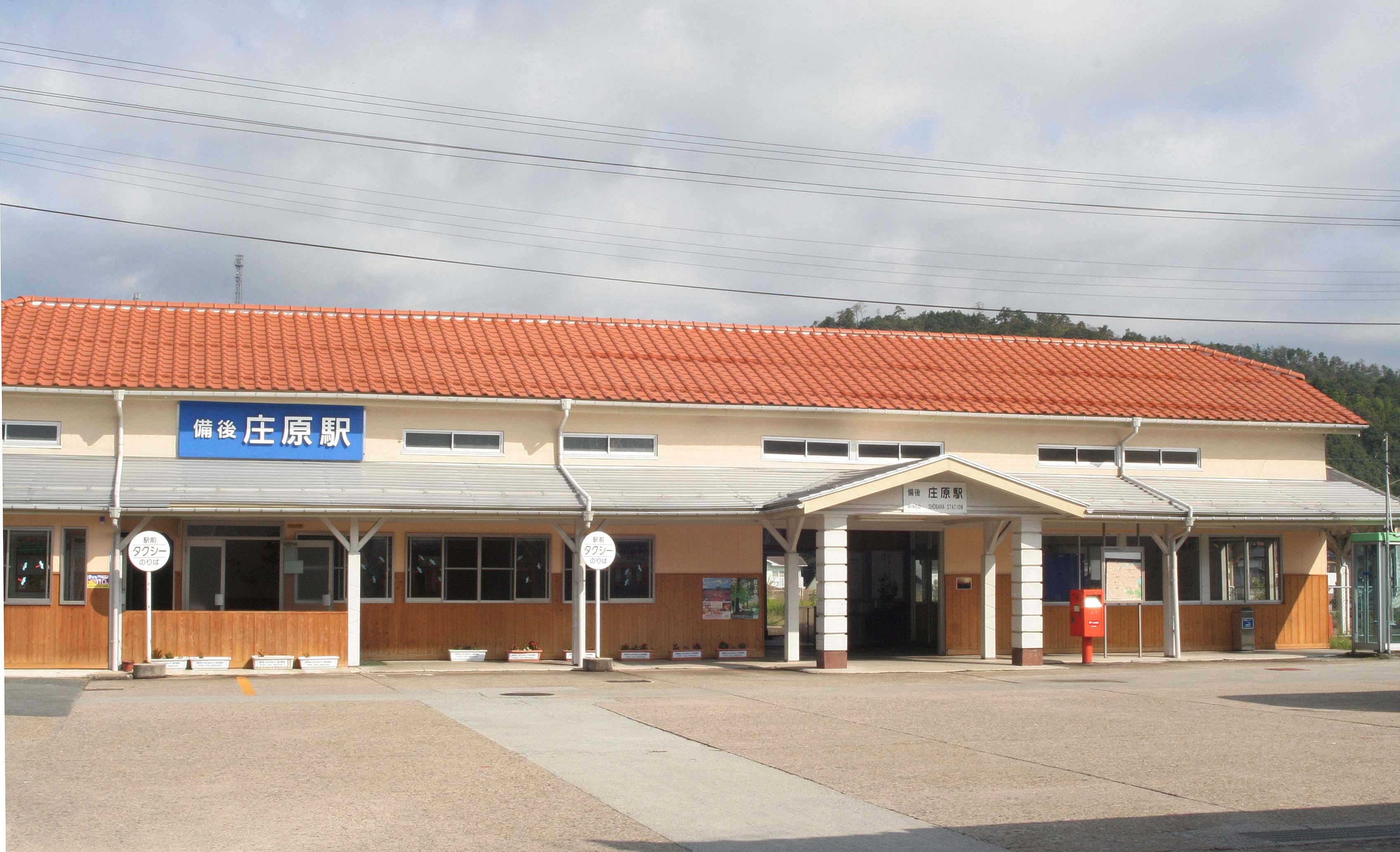
備後庄原車站

### 道路
高速道路
- 中國自動車道：東城交流道 - 帝釋峽休息區（日语：帝釈峡パーキングエリア） - 本村休息區（日语：本村パーキングエリア） - 庄原交流道（日语：庄原インターチェンジ） - 七塚服務區（日语：七塚原サービスエリア）
- 松江自動車道：口和交流道 - 高野交流道

## 觀光資源

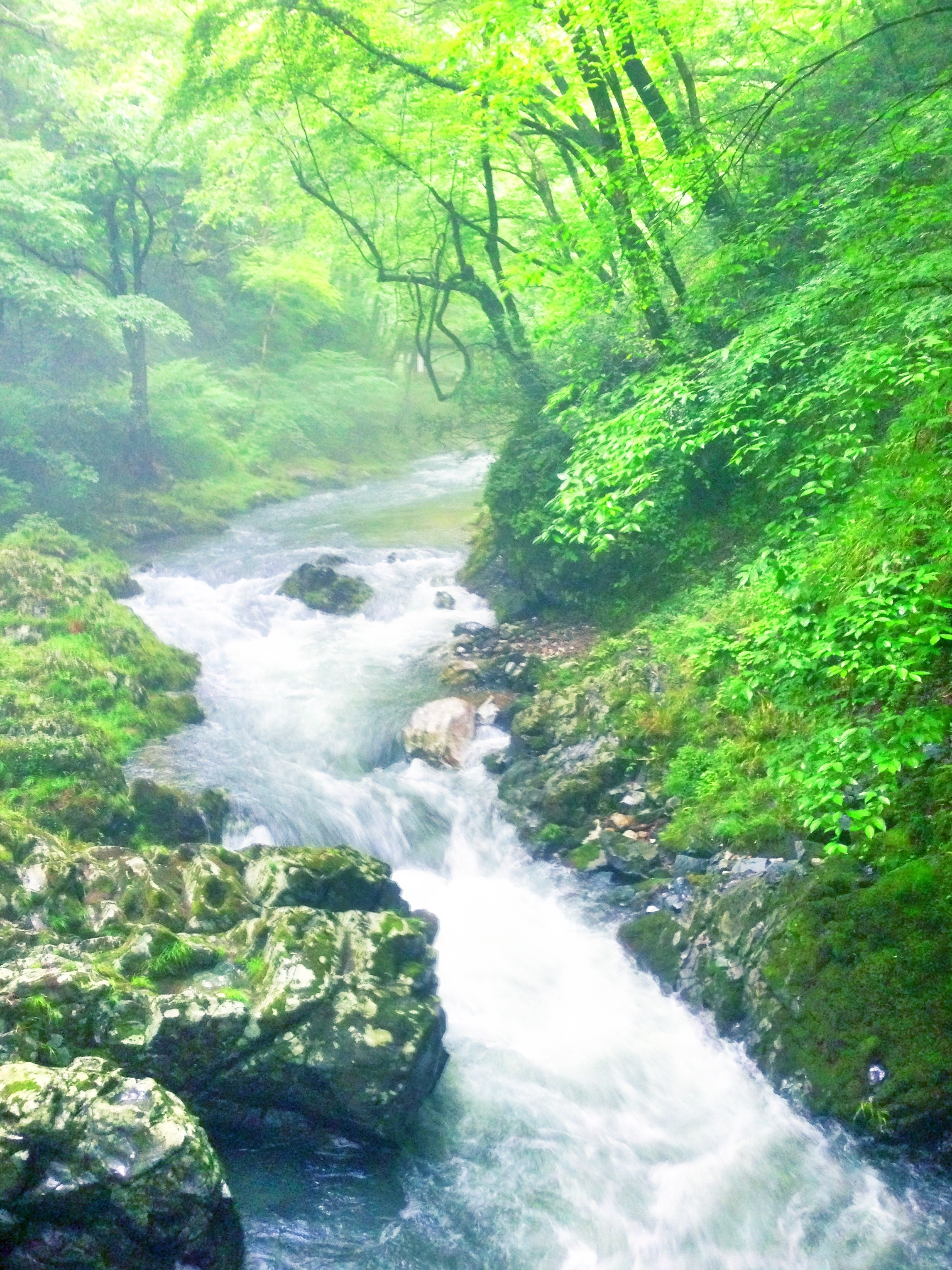
白雲洞附近的帝釋峽

景點
- 帝釋峽
- 圓通寺

祭事・催事
- 比婆荒神神樂
- 比婆齋庭神樂

## 教育

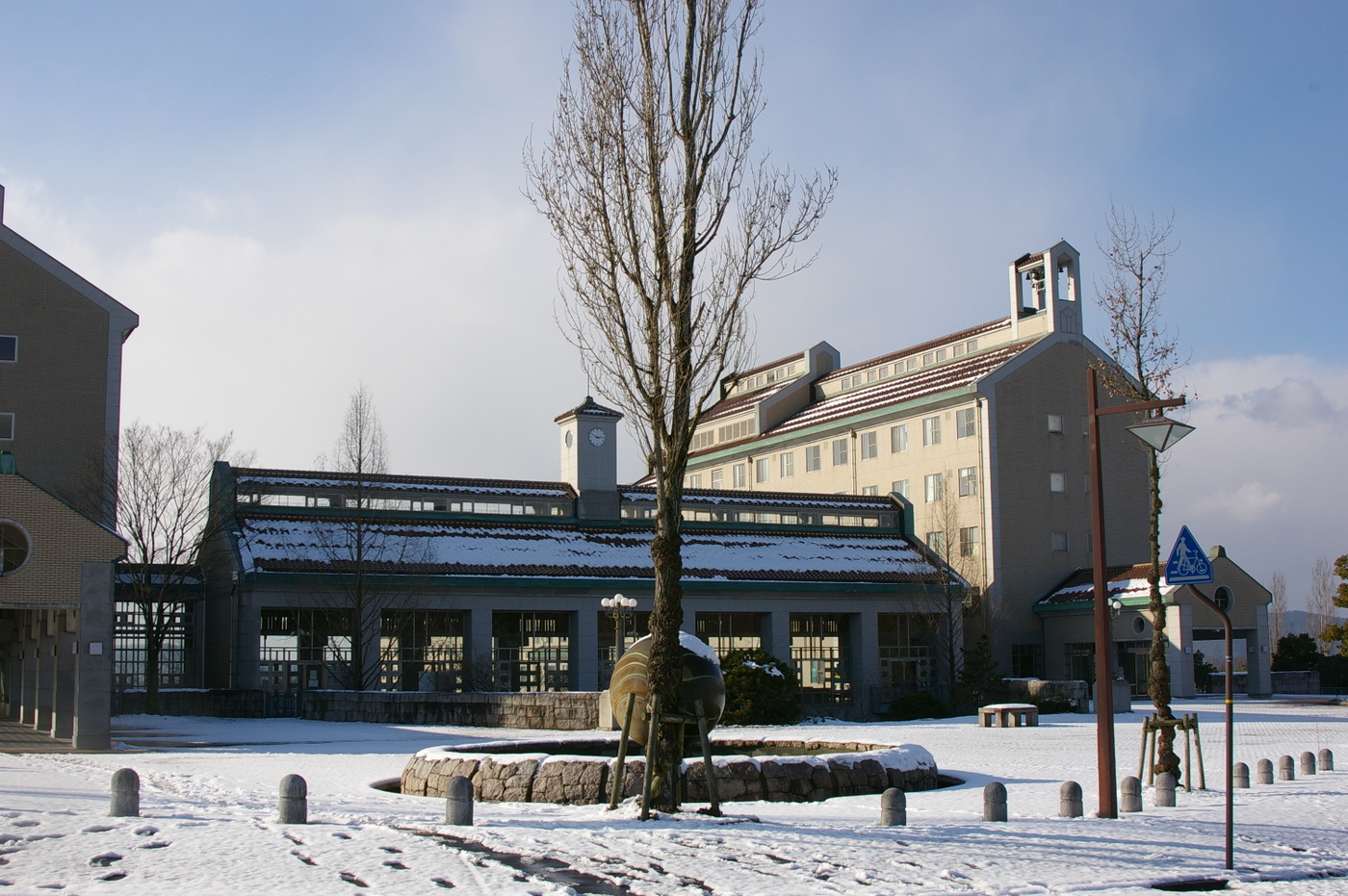
縣立廣島大學庄原校區

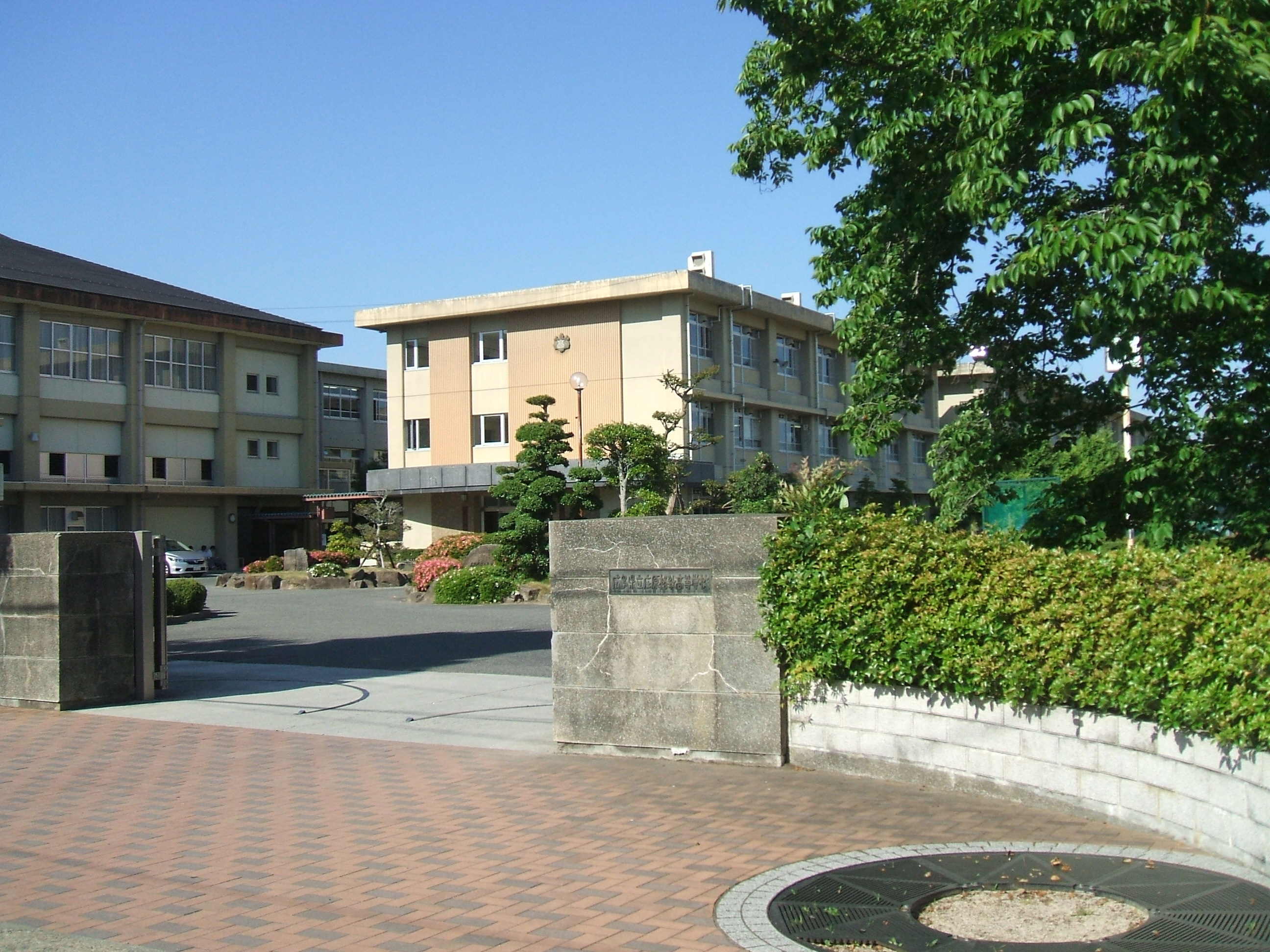
廣島縣立庄原格致高等學校

大學
- 县立广岛大学庄原校區

高等學校
- 廣島縣立庄原格致高等學校（日语：広島県立庄原格致高等学校）
- 廣島縣立庄原實業高等學校（日语：広島県立庄原実業高等学校）
- 廣島縣立東城高等學校（日语：広島県立東城高等学校）
- 廣島縣立西城紫水高等學校（日语：広島県立西城紫水高等学校）

特殊學校
- 廣島縣立庄原特別支援學校（日语：広島県立庄原特別支援学校）

## 姊妹、友好都市

### 海外
- 綿陽市（中華人民共和國四川省）
於1990年9月29日締結為姊妹都市

## 出身有名人
- 山口信夫：企業家、前旭化成會長、前日本商工會議所會頭
- 大竹美喜：企業家、美國家族生命保險會社日本法人創辦者
- 宗國旨英：企業家、前本田技研工業會長
- 藤井深造：企業家、前三菱重工業社長
- 龜井靜香：政治家、衆議院議員、國民新檔代表、曾任運輸大臣、建設大臣、內閣府特命担當大臣（金融担當）
- 龜井郁夫：政治家、曾任眾議院議員
- 永山忠則：政治家、曾任眾議院議員、自治大臣、國家公安委員會委員長、庄原市市長
- 板倉卓造：政治家、記者、前貴族院議員、曾任時事新報社長
- 鹿島房次郎：政治家、企業家、曾任神戶市市長、前川崎造船所（現川崎重工業）社長、前川崎汽船社長
- 田邊朋之：政治家、曾任京都市市長
- 橫山和夫：政治家、曾任橫須賀市市長
- 世良晃志郎：歴史學者
- 倉田百三：作家
- 瀨尾公治：漫畫家
- 佐藤信介：電影導演、編劇
- 谷繁元信：職業棒球選手
- 黑田真二：前職業棒球球選手
- 小林誠二：前職業棒球選手
- 田中茂樹：馬拉松選手
- 友永義治：田徑選手
- 金藤理絵：游泳選手
- 西田篤史：藝人ト
- 上杉輝：俳優
- Mana：吉他手、合成器奏者、音樂製作人
- JUJU：創作歌手

## 外部連結
- （日語） 庄原觀光協會 （页面存档备份，存于）